# (38042) 1998 SA10
1998 SA10 (asteroide 38042) é um asteroide da cintura principal. Possui uma excentricidade de 0.20869770 e uma inclinação de 34.29129º.
Este asteroide foi descoberto no dia 21 de setembro de 1998 por CSS em Catalina.